# Polytaenium chlorosporum
Polytaenium chlorosporum là một loài dương xỉ trong họ Pteridaceae. Loài này được Mickel & Beitel E.H. Crane mô tả khoa học đầu tiên năm 1997.